# Alkon (Bildhauer)
Alkon (altgriechisch ῎Αλκων) war ein Bildhauer der griechischen Antike. Seine Lebensdaten sind unbekannt, wahrscheinlich ist er dem Hellenismus zuzurechnen.
Er ist einzig aus einer Erwähnung bei Plinius, Naturalis historia 34, 141 bekannt, wonach er für Rhodos ein Standbild des Herakles aus Eisen schuf (est in eadem urbe [Rhodi] et ferreus Hercules, quem fecit Alcon laborum dei patientia inductus).
Heinrich Brunn und Silvio Ferri haben vermutet, dass sich auch die Stellen in den antiken Quellen, die einen weiteren Alkon erwähnen, auf die gleiche Person beziehen, darin ist ihnen die Forschung jedoch nicht gefolgt.